# Mrkopalj
Mrkopalj – wieś w Chorwacji, w żupanii primorsko-gorskiej, w gminie Mrkopalj. W 2011 roku liczyła 755 mieszkańców.